# Novantiqua
 (août 2022).
Si vous disposez d'ouvrages ou d'articles de référence ou si vous connaissez des sites web de qualité traitant du thème abordé ici, merci de compléter l'article en donnant les références utiles à sa vérifiabilité et en les liant à la section « Notes et références ».
Le Chœur Novantiqua de Sion est un ensemble vocal suisse dirigé par Sylvain Jaccard. Il est basé dans le canton du Valais.
Fondé en 1980 sous l'impulsion de Bernard Héritier, le Chœur Novantiqua de Sion (Valais) réunit une quarantaine de chanteurs valaisans. Comme son nom le suggère (Nova & Antiqua), il aborde un vaste répertoire, allant du chant monodique grégorien aux compositions contemporaines. S'il affectionne particulièrement la musique a cappella, il collabore régulièrement avec de nombreux orchestres et parcourt ainsi les grandes pages du répertoire classique.
L'ensemble et son chef ont été distingués à plusieurs reprises. En 1987, ils reçoivent le Prix Culturel de la Ville de Sion. En 1995, ils remportent le premier prix lors du Tournoi International de Musique de Rome. Enfin en 2003, le Chœur Novantiqua de Sion reçoit le Prix de Consécration de l'État du Valais.
Le Chœur Novantiqua de Sion a enregistré une quinzaine de disques dont les Carmina Burana de Carl Orff, les Vêpres de la Vierge de Claudio Monteverdi, L'Arlésienne de Georges Bizet, les Répons de la Semaine sainte de Tomás Luis de Victoria ainsi que de nombreuses œuvres de compositeurs valaisans et suisses. Le chœur est en outre régulièrement invité par divers festivals, en Suisse romande et à l'étranger.
En 2022, après plus de quarante ans d'activité, Bernard Héritier décide de passer la main. Sylvain Jaccard, directeur de la HEMU de Sion, pianiste professionnel et chef d'orchestre expérimenté, est nommé directeur artistique du Choeur Novantiqua pour succéder à Bernard Héritier. Le chœur se produit pour la première fois sous la direction de Sylvain Jaccard le 26 décembre 2022, dans un programme contenant notamment la Messe en sol majeur de Francis Poulenc.